# Helena Třeštíková
Helena Třeštíková z domu Böhmová (ur. 22 czerwca 1949 w Pradze) – czeska reżyserka  i scenarzystka filmów dokumentalnych, a także pedagog, w styczniu 2007 minister kultury. Żona architekta Michaela Třeštíka.

## Życiorys
W 1968 ukończyła liceum sztuk pięknych w Pradze, a w 1975 studia z zakresu realizacji filmów dokumentalnych na Wydziale Filmowym i Telewizyjnym Akademii Sztuk Scenicznych w Pradze (FAMU). W latach 1974–1994 była zatrudniona w przedsiębiorstwie Krátký film Praha, wytwórni filmów edukacyjnych, dokumentalnych i animowanych. W 1994 zajęła się samodzielnie opracowywaniem scenariuszy i reżyserią filmów dokumentalnych. W 2002 została wykładowczynią na macierzystej uczelni. W latach 2002–2005 była przewodniczącą ARAS, czeskiego stowarzyszenia reżyserów i scenarzystów. Uzyskała członkostwo w Europejskiej Akademii Filmowej. W 2017 objęła stanowisko profesorskie na Akademii Sztuk Scenicznych w Pradze.
Większość jej twórczości to filmy dokumentalne, których tematy skupiają się zazwyczaj na konkretnych ludziach. Niektóre z nich tworzyła tzw. metodą czasozbiorczą. W przeciągu wielu lat regularnie odwiedzała bohaterów swoich produkcji. Przy każdej wizycie pozyskiwała nowy materiał, który wykorzystywała w późniejszej pracy montażowej. Autorka takich dokumentów, jak Manželské etudy, Hitler, Stalin a já, Manželské etudy po dvaceti letech, Marcela, René, Katka czy Mallory. Nominowana i nagradzana na krajowych oraz międzynarodowych festiwalach filmowych (m.in. czterokrotnie wyróżniania na Międzynarodowym Festiwalu Filmowym w Karlowych Warach). Film Marcela został nagrodzony jako najlepszy europejski dokument na festiwalu w Sewilli (2007), film René w 2008 otrzymał Europejska Nagrodę Filmową w kategorii dokument.
9 stycznia 2006 objęła stanowisko ministra kultury w drugim rządzie Mirka Topolánka. Na funkcję tę rekomendowała ją chadecka partia KDU-ČSL. Spotkało się to z krytyką ze strony części działaczy ugrupowania, zarzucających jej posiadanie poglądów (dotyczących kwestii społecznych) niezgodnych z linią programową tej formacji). 26 stycznia 2007, po kilkunastu dniach urzędowania, Helena Třeštíková odeszła z rządu. Swoją rezygnację motywowała sporami i naciskami dotyczącymi obsadzenia kierownictwa resortu.

## Odznaczenia
W 2024 została odznaczona Medalem Za Zasługi I stopnia.